# リチャード・バード
リチャード・イヴリン・バード（Richard Evelyn Byrd, 1888年10月25日 – 1957年3月11日）は、アメリカ合衆国の海軍士官、探検家。最終階級は海軍少将。アメリカ軍における最高位の勲章である名誉勲章の受章者。

## 経歴
1888年10月25日、バージニア州ウィンチェスターにて誕生。
1926年5月9日に航空機による初の北極点到達を成し遂げる。使用機はフォッカー3発機「ジョセフィン・フォード」号。スピッツベルゲンのキングスベイから北極点までを15時間で往復した。
1927年にはフォッカー3発機「アメリカ」号でオルティーグ賞の懸った大西洋横断飛行に挑戦するが、事故などで出発が遅れ、横断に成功（ただしノルマンディーに不時着）したのはリンドバーグの1か月以上後の6月29日-7月1日だった。
また、1929年11月28日から29日にかけて、南極大陸ロス氷原のリトル・アメリカ基地から南極点までの往復と初の南極点上空飛行に成功した。乗務員はバードを含め4名。使用機はフォード4AT・3発機「フロイド・ベネット」号。飛行時間は15時間51分。
この南北両極への飛行成功により、国民的英雄となった。
その後、1946年から1947年にかけてのハイジャンプ作戦をはじめ、1939年から1950年代まで5度にわたるアメリカ海軍の南極調査の指揮をとった。

## 関連する映像作品
- ドキュメンタリー映画「バード少将南極探険」With Byrd at the South Pole （1930年、アメリカ） - アカデミー賞撮影賞を受賞。